# Phare de l'île de Lobos
Le phare de l'île de Lobos a été mis en service le 5 avril 1858. 
Le phare maritime est situé sur l'île de Lobos (Uruguay).
Le phare est transféré, en 1860, à Punta del Este. Il est réinstallé sur l'île de Lobos en 1906. La tour du phare est cylindrique, en béton. D'une hauteur de 59 mètres, sa lumière a une portée de 22,9 miles (un flash toutes les cinq secondes).
Le phare est visible de la Playa Brava à Punta del Este. 

## Source
- (es) Cet article est partiellement ou en totalité issu de l’article de Wikipédia en espagnol intitulé « Faro de Isla de Lobos » (voir la liste des auteurs).